# Naarvanjärvi
Naarvanjärvi eller Narvanjärvi är en sjö i Finland. Den ligger i kommunen Lapinlax i landskapet Norra Savolax, i den centrala delen av landet, 400 km norr om huvudstaden Helsingfors. Naarvanjärvi ligger 84,7 meter över havet. I omgivningarna runt Naarvanjärvi växer i huvudsak blandskog. Den är 7 meter djup. Arean är 73,8 hektar och strandlinjen är 5,56 kilometer lång. Sjön  ingår i Vuoksens huvudavrinningsområde. 